# Oreodera olivaceotincta
Oreodera olivaceotincta är en skalbaggsart som beskrevs av Friedrich F. Tippmann 1953. Oreodera olivaceotincta ingår i släktet Oreodera och familjen långhorningar. Inga underarter finns listade i Catalogue of Life.